# Diaphorina zebrana
Diaphorina zebrana är en insektsart som beskrevs av Capener 1970. Diaphorina zebrana ingår i släktet Diaphorina och familjen rundbladloppor. Inga underarter finns listade i Catalogue of Life.